# Conioptilon
Genre
Conioptilon est un genre d'oiseaux de la famille des Cotingidae.

## Liste des espèces
Selon la classification de référence du Congrès ornithologique international (version 7.3, 2017) :
- Conioptilon mcilhennyi Lowery & O'Neill, 1966